# Liste der Länder nach Strompreis
Dies ist eine Liste ausgewählter Länder und den dort zu zahlenden Strompreisen. Es wird zwischen Haushalts- und Industriekunden unterschieden.

## Rangliste der Haushaltsstrompreise weltweit
Länder nach Strompreisen für Haushalte in nominalen US-Dollar pro Kilowattstunde Strom im Juni 2024. Die Liste basiert auf Daten des deutschen Statistikunternehmens Statista und der Preis enthält Zuschläge sowie Steuern.
| Rang | Land                         | Preis kWh in US$ (Juni 2024) |
| ---- | ---------------------------- | ---------------------------- |
| 1    | Deutschland                  | 0,39                         |
| 2    | Belgien                      | 0,37                         |
| 2    | Irland                       | 0,37                         |
| 4    | Vereinigtes Königreich       | 0,35                         |
| 5    | Italien                      | 0,34                         |
| 6    | Dänemark                     | 0,32                         |
| 7    | Frankreich                   | 0,30                         |
| 8    | Brasilien                    | 0,26                         |
| 8    | Kenia                        | 0,26                         |
| 10   | Australien                   | 0,25                         |
| 10   | Niederlande                  | 0,25                         |
| 12   | Uruguay                      | 0,23                         |
| 13   | Japan                        | 0,22                         |
| 13   | Spanien                      | 0,22                         |
| 15   | Peru                         | 0,18                         |
| 15   | Vereinigte Staaten           | 0,18                         |
| 17   | Norwegen                     | 0,15                         |
| 18   | Südafrika                    | 0,13                         |
| 19   | Mexiko                       | 0,10                         |
| 20   | Volksrepublik China          | 0,08                         |
| 20   | Vereinigte Arabische Emirate | 0,08                         |
| 22   | Indien                       | 0,07                         |
| 23   | Russland                     | 0,06                         |
| 24   | Saudi-Arabien                | 0,05                         |
| 24   | Türkei                       | 0,05                         |
| 24   | Venezuela                    | 0,05                         |
| 27   | Nigeria                      | 0,03                         |
| 27   | Katar                        | 0,03                         |
| 29   | Iran                         | 0,002                        |

## Rangliste Europa

### Haushaltskunden
Stand 2022, Haushalte mit mittlerem Stromverbrauch.
Die Liste wurde der Übersicht halber angepasst. Die vollständige Liste kann bei Eurostat heruntergeladen werden.
| Rang | Land        | Preis (ct/kWh) |
| ---- | ----------- | -------------- |
| 1    | Niederlande | 4,51           |
| 2    | Kosovo      | 6,11           |
| 3    | Serbien     | 7,32           |
| …    | …           | …              |
|      | EU 27       | 25,25          |
| …    | …           | …              |
| 36   | Deutschland | 32,79          |
| 37   | Belgien     | 34,37          |
| 38   | Dänemark    | 45,59          |

Für das Vereinigte Königreich, die Schweiz, die Ukraine und Georgien wurden keine Werte angegeben. Siehe auch Strompreis.

### Industriekunden (Nicht-Haushalte)
Stand 2022, Nichthaushalte mittlerer Größe.
Die Liste wurde der Übersicht halber angepasst. Die vollständige Liste kann bei Eurostat heruntergeladen werden.
| Rang | Land                    | Preis |
| ---- | ----------------------- | ----- |
| 1    | Kosovo                  | 6,59  |
| 2    | Bosnien und Herzegowina | 7,14  |
| 3    | Island                  | 7,32  |
| …    | …                       | …     |
| 25   | Deutschland             | 15,12 |
| …    | …                       | …     |
|      | EU 27                   | 16,04 |
| …    | …                       | …     |
| 36   | Italien                 | 23,54 |
| 37   | Bulgarien               | 23,72 |
| 38   | Griechenland            | 28,30 |

Für das Vereinigte Königreich, die Schweiz, die Ukraine und Georgien wurden keine Werte angegeben. Siehe auch Strompreis.